# Вигодарцере
Вигодарцере (итал. Vigodarzere) — коммуна в Италии, располагается в провинции Падуя области Венеция.
Население составляет 12 235 человек (на 2004 г.), плотность населения составляет 618 чел./км². Занимает площадь 19 км². Почтовый индекс — 35010. Телефонный код — 049.
Покровителем коммуны почитается святитель Мартин Турский, празднование 11 ноября.